# Hermann von Ihering
Hermann von Ihering, född den 9 oktober 1850 i Kiel, död den 24 februari 1930 i Giessen, var en tysk zoolog. Han var son till Rudolf von Jhering.
von Ihering tjänstgjorde som docent i zoologi vid universiteten i Erlangen och Leipzig till 1880, då han utvandrade till södra 
Brasilien, där han 1893 blev föreståndare för Museu Paulista i Sao Paulo. von Ihering arbetade tidigare på det jämförande-anatomiska området (Vergleichende Anatomie des Nervensystems und Phylogenie der Mollusken, 1877, Das peripherische Nervensystem der Wirbeltiere als Grundlage für die Kenntnis der Regionenbildung der Wirbelsäule, 1878). Efter sin överflyttning till Brasilien lämnade han betydelsefulla bidrag till detta lands zoologi, paleontologi och antropologi.
Tillsammans med sonen Rodolpho von Ihering (1883–1939) utgav han 1907 verken Catalogos da fauna Brasileira och Aves do Brazil. von Ihering flyttade 1924 tillbaka till Tyskland.
Flera djur har fått sitt vetenskapliga namn efter von Ihering däribland tre däggdjur (Brucepattersonius iheringi, Monodelphis iheringi och Trinomys iheringi), fågeln Formicivora iheringi och fisken Pseudobunocephalus iheringii.